# President's Daily Brief

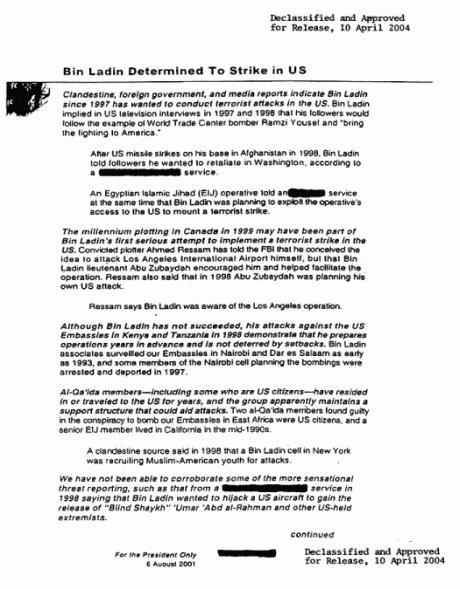
President's Daily Brief del 6 agosto 2001

Il President's Daily Brief (in italiano: "Rapporto quotidiano del Presidente") (PDB), a volte impropriamente indicato come President's Daily Briefing o President's Daily Bulletin, è un documento top secret prodotto ogni giorno per il presidente degli Stati Uniti.
Il PDB è finalizzato a fornire al Presidente informazioni di intelligence su tutte le situazioni di politica estera che richiedono una sensibile attenzione e un'accurata analisi.

## Storia
Il prototipo del PDB era chiamato President's Intelligence Check List; il primo fu prodotto da  Richard Lehman sotto la direzione di Huntington D. Sheldon il 17 giugno 1961. La CIA produsse il primo PDB per Lyndon B. Johnson il 1º dicembre 1964.
L'ex direttore CIA George Tenet considerava il PDB così "sensibile" per la tutela del segreto di stato che nel luglio 2000, in sede di National Archives and Records Administration, prese la posizione di vietarne la pubblicazione "senza riguardo a quanto possa essere risalente ad epoca remota o pregnante di rilievo storico."
Durante un incontro tenutosi il 21 maggio 2002, l'ex White House Press Secretary (addetto stampa della Casa Bianca) ha descritto il PDB come "il documento classificato più sensibile nell'ambito di quelli trattati dal governo."
Il PDB divenne oggetto di accresciuta attenzione del grande pubblico durante le testimonianze rese avanti la  Commissione d'indagine sugli attentati dell'11 settembre 2001, che fu convocata nel 2004 per analizzare i tragici fatti dell'11 settembre 2001. L'8 aprile 2004, dopo la testimonianza dell'allora Consigliere per la Sicurezza Nazionale Condoleezza Rice, la Commissione rinnovò le richieste di declassificazione del PDB datato 6 agosto 2001, intitolato Bin Ladin Determined To Strike in US. Due giorni dopo, la Casa Bianca acconsentì e diffuse il documento con minime modifiche.

## Caratteristiche
Il PDB è geneticamente legato in modo stretto ad un'altra pubblicazione, storicamente denominata National Intelligence Daily, che contiene in buona misura lo stesso materiale, ma ha una diffusione molto più ampia del PDB. Gli ex presidenti, se lo desiderano, hanno facoltà di ricevere il PDB, ma soltanto dopo che sia stato messo a disposizione del Presidente in carica.
Sebbene produzione e coordinamento del PDB fossero demandate alla responsabilità della CIA, altri membri della United States Intelligence Community revisionavano gli articoli (il processo di "coordinazione") ed erano liberi di scrivere articoli da proporre per l'inserimento nel PDB.
Anche se la denominazione stessa PDB implica ovviamente l'esclusività, storicamente è stato condiviso con altre massime cariche dell'amministrazione. La "lista di distribuzione" ha subito nel tempo varie modifiche, ma ha pressoché sempre compreso: il Segretario di Stato degli Stati Uniti, il Segretario della Difesa degli Stati Uniti, il Consigliere per la sicurezza nazionale. In qualche raro caso, vi sono state edizioni speciali del PDB effettivamente "for the President's eyes only," la cui eventuale ulteriore diffusione è stata rimessa alla discrezione del Presidente medesimo.

## Redattori
Il redattore responsabile era tradizionalmente il direttore della CIA, ma dal 21 aprile 2005 — epoca in cui era in carica John Negroponte — la mansione è passata al Director of National Intelligence. Alla data attuale, l'ufficio è ricoperto da Tulsi Gabbard, succeduta a Avril Haines il 12 febbraio 2025.